# Baeonoma
Baeonoma es un género de polillas de la subfamilia Stenomatinae.

## Especies
- Baeonoma euphanes Meyrick, 1916
- Baeonoma favillata (Meyrick, 1915)
- Baeonoma helotypa Meyrick, 1916
- Baeonoma holarga Meyrick, 1916
- Baeonoma infamis Meyrick, 1925
- Baeonoma leucodelta (Meyrick, 1914)
- Baeonoma leucophaeella (Walker, 1864)
- Baeonoma mastodes Meyrick, 1916
- Baeonoma orthozona Meyrick, 1916
- Baeonoma suavis Meyrick, 1916